# 前锋农场
前锋农场是一个位于中华人民共和国黑龙江省佳木斯市抚远市的农场，亦是黑龙江省农垦建三江管理局所属的一个农场。
前锋农场建于1977年，前身为反修独立营。面积156万亩，拥有耕地107万亩，人口28000人。

## 行政区划
前锋农场下辖以下单位：
前锋场直社区、前锋农场第一管理区、前锋农场第二管理区、前锋农场第三管理区、前锋农场第四管理区、前锋农场第五管理区、前锋农场第六管理区、前锋农场第七管理区和前锋农场第八管理区。